# Park im. Żołnierzy Żywiciela w Warszawie
Park im. Żołnierzy Żywiciela – park znajdujący się między ulicami: ks. Jerzego Popiełuszki, Adama Próchnika, Sarmatów i Harcerską w warszawskiej dzielnicy Żoliborz.

## Opis
Przed II wojną światową na terenie obecnego parku znajdowała się tzw. prochownia – obiekt wojskowy należący do Głównych Składów Materiałów Wybuchowych w Warszawie. Składał się z siedmiu budynków otoczonych wałami ziemnymi na wypadek wybuchu składanej tam amunicji, laboratorium, domu mieszkalnego i stajni. Ostatni z budynków prochowni, zbudowany z czerwonej cegły, znajdował się na terenie obecnego parku jeszcze w 1971.
Park założono w latach 50. XX w. pomiędzy koloniami Warszawskiej Spółdzielni Mieszkaniowej a Teatrem Komedia. Początkowo nie miał on nazwy, obecnie nosi nazwę Żołnierzy Żywiciela. 
W parku znajduje się pomnik Żołnierzy AK Obwód „Żywiciel”. W 2012 odsłonięto tam odnowioną rzeźbę Kobieta z dzieckiem Aliny Szapocznikow.
W parku, przy pomniku Żołnierzy „Żywiciela”, znajdują się dwa pomniki przyrody – platany klonolistne.